# Bloedbad van Bogoro
De Aanval op Borgoro vond plaats op 24 februari 2003 in de Democratische Republiek Congo (DRC) op het dorp Borgoro nabij Bunia. Deze aanval werd uitgevoerd door het Nationalistisch en Integrationistisch Front (FNI) en het Front voor Patriottisch Verzet van Ituri (FRPI). De aanvallers voerden een willekeurige moordpartij uit, waarbij ongeveer 200 burgers het leven verloren. Overlevenden werden opgesloten in een ruimte te midden van de lichamen van de slachtoffers, vrouwen en meisjes werden gedwongen tot Prostitutie. Als gevolg van hun vermeende betrokkenheid bij het plannen van deze aanval, werden twee rebellenleiders, Germain Katanga en Mathieu Ngudjolo Chui, door het Internationaal Strafhof aangeklaagd voor oorlogsmisdaden en misdaden tegen de menselijkheid.

## Achtergrond
Bogoro is een dorp gelegen in de provincie Ituri, in het noordoosten van de Democratische Republiek Congo. Tussen 1999 en 2003 was Ituri in het kader van de Tweede Congolese Burgeroorlog en het Ituri-conflict. het toneel van een bloedig conflict tussen verschillende etnische groepen, waaronder de Lendu, Ngiti en Hema. In augustus 2002 wist de door Hema gedomineerde Unie van Congolese Patriotten (UPC) de controle over Bunia, de hoofdstad van het district, te verkrijgen.
Bogoro had een strategische betekenis omdat het op de weg lag tussen Bunia en de grens met Oeganda. In het hart van de stad bevond zich een Legerkamp van de UPC. De aanval op Bogoro had als hoofddoel om de UPC uit deze stad te verdrijven. Echter, het leek ook een vergeldingsactie te zijn gericht tegen de Hema-burgerbevolking. Deze aanval maakte deel uit van een groter plan van de Lendu- en Ngiti-rebellen, waarbij voornamelijk Hema-dorpen werden aangevallen, als voorbereiding op een mogelijke aanval op Bunia.

## Aanval
Op 24 februari 2003, vielen honderden strijders van het Nationalistisch en Integrationistisch Front (FNI) en het Front voor Patriottisch Verzet van Ituri (FRPI), waaronder ook kinderen jonger dan vijftien jaar, het dorp Bogoro aan met een angstaanjagend arsenaal van wapens, waaronder kapmessen, speren, pijlen, mortieren, raketgranaten, raketwerpers en vuurwapens. Volgens bevindingen van het Internationaal Strafhof (ICC) omsingelden ze het dorp en "verzamelden zich in het centrum om een bloedbad aan te richten". Deze aanval resulteerde in de dood van minstens 200 burgers. Overlevenden werden opgesloten in een ruimte vol met de lichamen van de slachtoffers, terwijl vrouwen en meisjes gedwongen werden tot prostitutie. Sommige inwoners van het dorp werden vermoord door hun huizen in brand te steken, terwijl anderen met kapmessen werden afgeslacht. Verontrustend genoeg rapporteerde de Verenigde Naties dat 173 van de slachtoffers jonger waren dan 18 jaar.
UPC-leider Thomas Lubanga beweerde dat na deze aanval 400 mensen waren gedood en nog eens 500 werden vermist. Hij beschreef de aanval als een meedogenloze slachting van de burgerbevolking. De aanval slaagde erin de UPC-troepen binnen enkele uren uit Bogoro te verdrijven, en tien dagen later werden de UPC-strijders uit Bunia verdreven door Lendu en Ngiti-milities.

## Procedures bij het Internationaal Strafhof
In maart 2004 verzocht de regering van de Democratische Republiek Congo (DRC) het Internationaal Strafhof (ICC) om de situatie in het land te onderzoeken. In juli 2007 concludeerde het Hof dat er voldoende gronden waren om aan te nemen dat twee rebellenleiders, Germain Katanga en Mathieu Ngudjolo Chui, individueel verantwoordelijk waren voor oorlogsmisdaden en misdaden tegen de menselijkheid die waren begaan tijdens de aanval op Bogoro. Het ICC vaardigde vervolgens verzegelde arrestatiebevelen tegen hen uit.
Beide mannen werden beschuldigd van zes aanklachten voor oorlogsmisdaden, waaronder opzettelijke moord,onmenselijke behandeling, het gebruik van kinderen jonger dan vijftien jaar om actief deel te nemen aan vijandelijkheden, seksuele slavernij, gerichte aanvallen op burgers en plundering. Daarnaast werden hen drie aanklachten voor misdaden tegen de menselijkheid ten laste gelegd, waaronder moord, onmenselijke daden en seksuele slavernij. Ze werden ervan beschuldigd hun strijders opdracht te hebben gegeven om het dorp Bogoro uit te roeien.
Germain Katanga, die sinds maart 2005 door de Congolese autoriteiten werd vastgehouden, werd in oktober 2007 overgedragen aan het ICC. Mathieu Ngudjolo werd op 6 februari 2008 door de Congolese autoriteiten gearresteerd en eveneens aan het ICC overgedragen. Beide mannen zouden gezamenlijk worden berecht, en de hoorzitting om de aanklachten tegen hen te bevestigen begon op 27 juni 2008. In 2014 werd Germain Katanga tot 12 jaar cel veroordeeld voor zijn betrokkenheid bij het bloedbad in Bogoro.